# Lincoln (Standard)

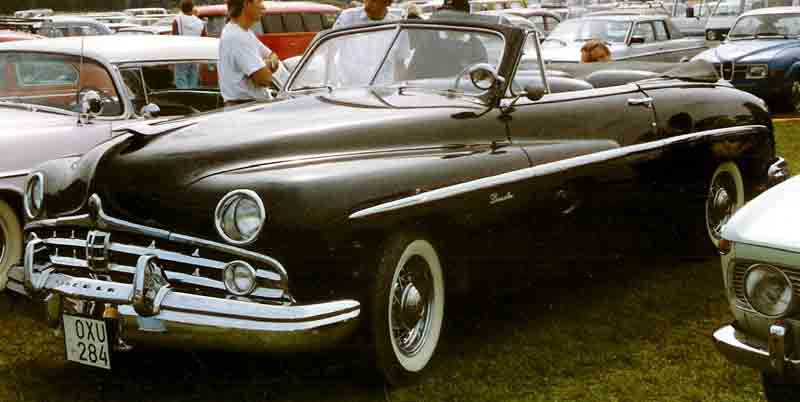
Lincoln Cabriolet (1949)

Die Lincoln-Serie, inoffiziell auch Lincoln Standard genannt, waren Luxuswagen, die in den Modelljahren 1946 bis 1951 von Lincoln hergestellt wurden.

## Von Jahr zu Jahr

### Serie 66H (1946)
Nach dem Zweiten Weltkrieg wurden die V12-Lincoln-Modelle ohne große Veränderungen wieder aufgelegt. Die einfacher ausgestattete Serie wurde unter dem Namen Lincoln verkauft, während die luxuriösere Variante Continental hieß. Es gab je eine viertürige Limousine, ein zweitüriges Club-Coupé und ein zweitüriges Cabriolet. Der Radstand der Fahrgestelle betrug 3175 mm, die Gesamtlänge 5486 mm.
Wie die luxuriöseren Schwestermodelle hatte die Lincoln-Serie einen seitengesteuerten V12-Motor mit 4498 cm³ Hubraum, der 130 bhp (96 kW) bei einer Drehzahl von 3600/min. entwickelte. Die Motorkraft wurde über ein manuelles Dreiganggetriebe (auf Wunsch auch mit Overdrive) an die Hinterräder weitergeleitet.

### Serie 76H (1947)
Im Folgejahr wurden alle Modelle ohne große Veränderungen weitergebaut. Es gab lediglich konventionelle Türgriffe anstatt der vorherigen Druckknöpfe.

### Serie 876H (1948)
1948 wurden lediglich die Modelle von 1947 übernommen. Die Arbeiten an den ersten echten Nachkriegsmodellen waren aber in vollem Gange.

### Serie 9EL (1949)
Im April 1948 wurden die ersten Pontonmodelle als Modell 1949 eingeführt. Die Kotflügel waren nun in den Wagenkörper integriert, der Kühlergrill erstreckte sich über die gesamte Fahrzeugbreite. An den Aufbauarten hatte sich nichts geändert, aber es gab einen komplett neuen, seitengesteuerten V8-Motor mit 5517 cm³ Hubraum, der 152 bhp (112 kW) bei 3600/min. abgab. Als Sonderausstattung gab es ab Ende 1949 eine Getriebeautomatik namens Hydra-Matic. Der Radstand war auf 3073 mm geschrumpft, während die Fahrzeuge an Gesamtlänge (5600 mm) zugelegt hatten.

### Serie 0EL (1950)
An den Karosserien gab es wenig Änderungen, lediglich der Kühlergrill erhielt einen zusätzlichen verchromten Querstab. Das Cabriolet entfiel, dafür kam Mitte des Jahres ein neues Lido-Coupé mit Vinyldach und besserer Innenausstattung. Die Limousine wurde durch eine Sport-Limousine ersetzt.

### Serie 1EL (1951)
Die Veränderungen waren wiederum minimal. Böse Leute behaupten allerdings, dass die 1951er-Modelle aussehen wie 1950er-Modelle, die einen Unfall hatten.... Die Nase war etwas flacher geraten. Die Motorleistung legte um 2 bhp auf 154 bhp (113 kW) bei 3600/min. zu.
Im Folgejahr ging die Lincoln-Serie in der schon seit 1950 gefertigten Cosmopolitan-Serie auf.

## Produktionszahlen
| Baujahr | Limousine | Coupé | Cabriolet | Gesamt  |
| ------- | --------- | ----- | --------- | ------- |
| 1946    | *         | *     | *         | 16.645  |
| 1947    | *         | *     | *         | 19.891  |
| 1948    | *         | *     | *         | 6.470   |
| 1949    | *         | *     | *         | 38.384  |
| 1950    | 11.714    | 5.748 |           | 17.620  |
| 1951    | 12.279    | 4.482 |           | 16.761  |
| Gesamt  | *         | *     | *         | 115.771 |

- = keine detaillierten Produktionszahlen verfügbar